# Carales
Carales is een geslacht van vlinders van de familie spinneruilen (Erebidae), uit de onderfamilie Arctiinae.

## Soorten
- C. arizonensis Rothschild, 1909
- C. astur Cramer, 1777
- C. maculicollis Walker, 1855